# Poddąbie
Poddąbie [pɔdˈdɔmbjɛ] (tiếng Đức: Neu Strand) là một ngôi làng thuộc khu hành chính của Gmina Ustka, thuộc hạt Słupsk, Pomeranian Voivodeship, ở miền bắc Ba Lan. Nó nằm khoảng 10 kilômét (6 mi)   phía đông bắc của Ustka, 18 km (11 mi) phía bắc Słupsk và 111 km (69 mi) phía tây thủ đô khu vực Gdańsk.
Trước năm 1945, khu vực này là một phần của Đức. Đối với lịch sử của khu vực, xem Lịch sử của Pomerania.
Làng có dân số 39 người.